# Leucania meridionalis
Leucania meridionalis là một loài bướm đêm trong họ Noctuidae.